# Василев, Асен (политик)
Асен Васков Василев (род. 9 сентября 1977, Хасково, Болгария) — болгарский политик из политической партии «Продолжаем перемены», предприниматель и экономист. Занимал должность министра финансов в первом служебном правительстве Стефана Янева (с 12 мая 2021 по 16 сентября 2021) и в постоянном правительстве Кирилла Петкова (с 13 декабря 2021 по 2 августа 2022). Избирался депутатом в XLVII, XLVIII и XLIX Национальное Собрание.

## Детство и образование
Родился 9 сентября 1977 в Хасково. Среднее образование получил в языковой школе в родном городе. По окончании средней школы Василев также получил «Златаровскую премию» как лучший выпускник. Награда также имеет денежную оценку, которую он вернул школе в знак признательности. Он получил диплом по экономике в Гарвардском университете, затем специализировался в области делового администрирования и права в Школе бизнеса и права Гарвардского университета.

## Профессиональная карьера
Соучредитель и президент компании по продаже авиабилетов Евырбред. Она частично финансировалась Национальным исследовательским фондом Сингапура и была одним из первых инвесторов Skype. 6 августа 2014 было объявлено о ликвидации компании, и в процессе ликвидации остались неудовлетворёнными требования кредиторов на 8,7 млн фунтов стерлингов по данным английского торгового реестра. Асен Василев был обвинён в краже программного кода и его продаже китайской компании без уведомления других собственников компании. Асен Василев отверг эти обвинения.
Он является соучредителем и директором Центра экономических стратегий и конкурентоспособности. Преподаватель Программы экономического роста и развития филиала Софийского университета .
С 1999 по 2004 работал консультантом в «Monitor Group» в США, Канаде, Европе и Южной Африке. Управлял проектами по маркетингу и стратегическому развитию для крупных международных компаний в сфере телекоммуникаций, энергетики, горнодобывающей промышленности, страхования и ряда крупных производителей товаров народного потребления.

## Политическая карьера
В 2013 году занимал пост министра экономики, энергетики и туризма во временном правительстве Марина Райкова. С 12 мая по 16 сентября 2021 год — министр финансов во временном правительстве Стефана Янева.
19 сентября 2021 года совместно с Кирилом Петковым и Даниэлом Лорером представил свой новый политический проект — партию «Продолжаем перемены».
Для участия в парламентских выборах из-за нехватки времени для регистрации партии заключил соглашение с партиями «Вольт» и «Среднеевропейский класс». 24 сентября 2021 года ЦИК зарегистрировал коалицию «Продолжаем перемены», во главе с Кирилом Петковым и Асеном Василевым. Она победила на парламентских выборах в Болгарии 14 ноября 2021, получив 673 170 голосов (25,67 %).
Василев был лидером списка «Продолжаем перемены» в Хасково и Софии на выборах 14 ноября 2021.
13 декабря избран вице-премьером и министром финансов в кабинете Кирила Петкова. После правительственного кризиса июня 2022 года 1 июля он получил от президента мандат «Продолжаем перемены» на формирование нового правительства, но вернул его из-за отсутствия поддержки со стороны 121 депутата.